# Кримки (Краматорський район)
Кри́мки — село в Україні, у Лиманській міській територіальній громаді Донецької області. У селі мешкає 70 людей.

## Населення

### Мова
Розподіл населення за рідною мовою за даними перепису 2001 року:
| Мова       | Кількість | Відсоток |
| ---------- | --------- | -------- |
| українська | 114       | 87.69%   |
| російська  | 16        | 12.31%   |
| Усього     | 130       | 100%     |

## Відомі люди
У селі народився Головащенко Михайло Іванович — музикознавець, критик, журналіст.